# Funeral de Diana de Gales
El funeral de Diana de Gales fue un evento oficiado el 6 de septiembre de 1997 en la Abadía de Westminster, en Londres (Reino Unido). Dos mil personas asistieron a la ceremonia, mientras que 32,1 millones de espectadores en el país presenciaron el evento por televisión, siendo esta una de las audiencias más altas del Reino Unido. Así mismo, se estima que más de 2.5 mil millones de personas alrededor del mundo vieron la retransmisión en directo, lo que lo convierte en uno de los acontecimientos televisivos más vistos de la historia.
Aunque en un principio la familia real se negó a conceder a Diana un funeral de Estado, las muestras de afecto y dolor por parte del pueblo británico obligaron al Palacio de Buckingham a tomar una decisión al respecto. El protocolo se caracteriza por su estricta rigidez, estando los funerales con exequias de Estado reservados con carácter exclusivo para miembros de la casa real con rango de majestad, o en su defecto, para gobernantes nacionales de especial relevancia. En dicho protocolo existe una tipología denominada funeral real, reservada a miembros de la monarquía con rango de alteza real, categoría que la princesa no poseía al momento de su muerte. Puesto que no existía normativa para una princesa del Reino Unido divorciada y madre del segundo y tercero en la línea de sucesión, se debió acuñar un nuevo término para rendir honores fúnebres a Diana: «Un entierro único para una persona única», tal y como expresó un portavoz de la familia real más de 24 horas después de la muerte de la princesa.

## Funeral

### Cortejo fúnebre

Estandarte real de la monarquía británica.

El ataúd de Diana, cubierto con el estandarte real (rematado este a su vez por un ribete de armiño), fue trasladado a Londres desde el Hospital de la Pitié-Salpêtrière, en París (Francia), por su exesposo el príncipe Carlos y sus dos hermanas, Sarah y Jane, el 31 de agosto de 1997. Tras ser llevado a una funeraria privada, el féretro fue conducido a la Capilla Real, en el Palacio de St. James, donde permaneció cinco días, siendo trasladado al Palacio de Kensington la noche previa al funeral. El plan diseñado para el entierro de Isabel Bowes-Lyon (conocido por su nombre en clave: «Operación Tay Bridge») llevaba siendo ensayado 22 años y sirvió de base para el sepelio de Diana. El evento no constituyó un funeral de Estado; en su lugar se celebró una ceremonia real la cual contó con la participación de una pompa real además de una liturgia anglicana (hubo un gran despliegue floral a las puertas de Kensington así como del Palacio de Buckingham). El funeral dio comienzo a las 9:08 horas BST, cuando la campana tenor de la Abadía de Westminster empezó a tocar señalando la partida del cortejo fúnebre del Palacio de Kensington. El féretro fue llevado en un carruaje tirado por cuatro caballos negros y conducido por miembros de la Guardia del rey, estando escoltado a su vez por policía montada (un total de ocho miembros de la Guardia Galesa acompañaron el ataúd durante el recorrido de una hora y cuarenta y siete minutos a lo largo de la capital). Sobre el féretro descansaban tres ramos de flores blancas de su hermano Charles Spencer y sus hijos los príncipes Guillermo y Enrique, además de una carta de este último dirigida a «mami».
Tras atravesar Hyde Park y llegar al Palacio de St. James (donde se habían habilitado cuatro libros de condolencias), el príncipe Felipe de Edimburgo, Carlos de Gales, sus hijos y el hermano de Diana se unieron al cortejo fúnebre que desfiló detrás del féretro, con quinientos representantes de varias instituciones de caridad con las que la princesa se había involucrado caminando tras ellos (en total, cerca de dos millones de personas formaron la comitiva, de 13 kilómetros de largo). Alastair Campbell revelaría posteriormente en sus diarios que tanto el Gobierno como la casa real temían por la seguridad del príncipe Carlos debido a que creían que podría llegar a ser atacado por la muchedumbre, motivo por el que se aseguraron de que sus hijos lo acompañasen confiando en que la presencia de ambos junto a su padre evitase una agresión. El príncipe Guillermo describió la experiencia como «una de las cosas más duras que jamás he hecho», mientras que el príncipe Enrique mencionó que a ningún niño «se le debería pedir que hiciese» lo que ellos hicieron. Sin embargo, Guillermo vio aquel acto como necesario para mantener «el equilibrio entre deber y familia», sintiéndose Enrique «muy contento» de haber tomado parte en la procesión.
El cortejo fúnebre desfiló delante del Palacio de Buckingham, donde varios miembros de la familia real aguardaban en el exterior, inclinando la reina Isabel II la cabeza cuando el féretro pasó frente a ella. Más de un millón de personas se alinearon en las calles de Londres, con varios transeúntes arrojando flores al cortejo mientras dos pantallas instaladas en Hyde Park retransmitían el evento.

### Ceremonia

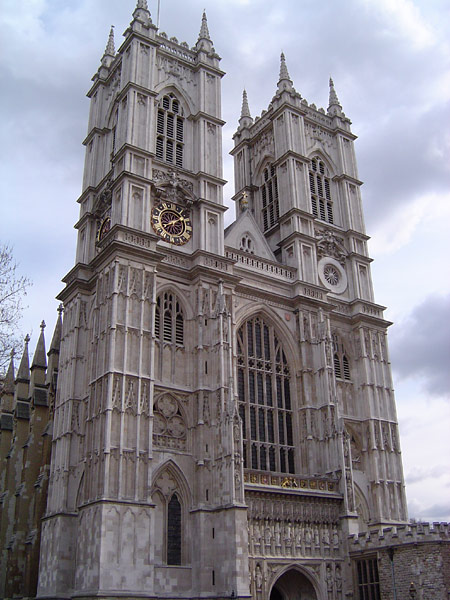
Abadía de Westminster.

La ceremonia, oficiada en la Abadía de Westminster, empezó a las 11:00 horas BST y duró una hora y diez minutos. La familia real colocó coronas de flores alrededor del ataúd en presencia de los ex primeros ministros John Major, Margaret Thatcher, James Callaghan y Edward Heath así como del político conservador Winston Churchill, nieto del primer ministro Winston Churchill. Entre las personalidades de fama internacional invitadas al funeral se encontraban el rey Juan Carlos I de España; la princesa Margarita de los Países Bajos; la reina Noor de Jordania; el depuesto rey de los helenos Constantino II de Grecia; el emperador de Japón Naruhito y su esposa Masako; el presidente de Sudáfrica Nelson Mandela; el embajador de Estados Unidos en el Reino Unido William J. Crowe; el ex secretario de Estado Henry Kissinger; la primera dama de los Estados Unidos Hillary Clinton; la primera dama de Francia Bernadette Chirac; la primera dama de Egipto Suzanne Mubarak; el primer ministro de Pakistán Imran Khan y su entonces esposa Jemima Goldsmith; los diseñadores Anna Wintour, Karl Lagerfeld y Donatella Versace; los cantantes Elton John, Cliff Richard, George Michael, Mariah Carey y Michael Jackson; los actores Tom Hanks, Tom Cruise, Nicole Kidman, Richard Attenborough y Ruby Wax; el director de cine Steven Spielberg; el compositor Chris de Burgh; el comediante Michael Barrymore; el empresario Richard Branson; y el cantante de ópera Luciano Pavarotti (pese a la magnitud e importancia del evento, algunos invitados, entre ellos el rey de España, no asistieron finalmente al funeral).
El primer ministro Tony Blair leyó un extracto de la Primera Carta a los Corintios, Capítulo 13: «Y ahora permanecen la fe, la esperanza, el amor: estos tres; pero el mayor de ellos es el amor». Por su parte, el arzobispo de Canterbury George Carey y el deán de Westminster Wesley Carr rezaron las oraciones y pronunciaron los elogios póstumos. El servicio fúnebre fue cantado por el coro de la abadía y dirigido por el maestro de coristas Martin Neary, fungiendo Martin Baker como organista.  El repertorio previo al servicio incluyó los himnos «Eventide» y «Rhosymedre»; «Adagio en mi mayor para violín y orquesta»; «Ich ruf zu dir, Herr Jesu Christ, BWV 639»; «Fantasía y Fuga en Do menor, BWV 537»; «Adagio en Sol menor»; «Sinfonía n.º 9»; y «Variación IX (Adagio) "Nimrod"». La ceremonia anglicana abrió con el tradicional «Dios salve a la reina», empezando el funeral con el coro cantando «Funeral Sentences», obra de William Croft y Henry Purcell (varias piezas de compositores como Johann Sebastian Bach, Antonín Dvořák, Camille Saint-Saëns, Gustav Holst y otros sonaron a lo largo de la ceremonia). Los himnos interpretados fueron «I Vow to Thee, My Country», por Cecil Spring Rice con música de Gustav Holst; «The King of Love My Shepherd Is», por Henry Williams Baker con música de John Bacchus Dykes; y «Guide me, o thou great redeemer», por William Williams Pantycelyn con el himno «Cwm Rhondda» de John Hughes (el canto «Libera me» fue interpretado con música de Giuseppe Verdi por los BBC Singers en compañía de Lynne Dawson).
Durante la ceremonia, Elton John cantó «Candle in the Wind 1997», versión del tema homónimo especialmente reescrito como homenaje a Diana, de quien el cantante era gran amigo (solo un mes antes de su muerte la princesa había sido fotografiada confortándolo en el funeral de Gianni Versace). John se puso en contacto con el cantante Bernie Taupin, a quien pidió revisar la letra de la canción de 1973 «Candle in the Wind» para rendir tributo a la princesa, llegando el tema a convertirse en el sencillo más vendido de todos los tiempos después de «White Christmas», de Bing Crosby. Según Taupin: «Pensé que era muy importante protegerlo desde un punto de vista de la nación. Quería hacerlo sonar como un país cantándolo. Desde las primeras dos líneas que escribí [que empezaban con "Adiós Rosa de Inglaterra"], el resto encajó».
La mayor de las hermanas de Diana, Sarah, realizó la primera lectura, un poema titulado Turn Again To Life de Mary Lee Hall, mientras que su otra hermana, Jane, efectuó la segunda lectura, el poema Time Is de Music and Other Poems, obra de Henry van Dyke Jr. Por su parte, Charles leyó el elogio, en el cual reprendió tanto a la familia real como a la prensa por el trato dado a su hermana: «Cabe recordar que de todas las ironías sobre Diana, tal vez la más grande fuese esta – una niña a la que se le dio el nombre de la antigua diosa romana de la caza fue, al final, la persona más perseguida de la era moderna». La pieza «Song for Athene», del compositor británico John Tavener con letra de Madre Thekla extraída de la liturgia ortodoxa y de la tragedia de Shakespeare Hamlet, fue interpretada a medida que el cortejo fúnebre abandonaba la nave central de la abadía, seguida de un minuto de silencio y un cambio semiamortiguado en el repique de las diez campanas del templo.

### Otros servicios conmemorativos
Ese mismo día se llevaron a cabo una serie de servicios conmemorativos y eventos en honor a Diana en varias ciudades y aldeas a lo largo del país así como en el extranjero, quedando numerosas calles desiertas debido a que la población se encontraba en sus casas viendo el funeral a través de la televisión.

#### Reino Unido
En Mánchester, el minuto de silencio nacional empezó con una bengala granate disparada con mortero desde el techo del ayuntamiento y finalizó con el repique amortiguado de una campana. Así mismo, un gran número de personas se reunió en Albert Square y visitó el edificio del ayuntamiento con el fin de firmar en el libro de condolencias (Gerry Carroll, alcalde de Mánchester, depositó un ramo como tributo a la princesa en nombre de la ciudad). Por su parte, en Bolton se celebró un servicio conmemorativo al que asistieron líderes de todas las iglesias seguido de otro servicio en la Catedral de Blackburn. En Liverpool, los habitantes acudieron juntos a la Iglesia de Nuestra Señora y San Nicolás para presentar sus respetos, mientras que en Escocia el funeral fue retransmitido a través de pantallas instaladas en el Teatro Ross, en Edimburgo, celebrándose un servicio en honor a Diana oficiado por Charles Robertson, capellán de la reina en Escocia. En Derry, el alcalde y el teniente de alcalde depositaron un ramo en el cenotafio de la ciudad, estando a su vez las calles de Cardiff abarrotadas debido a la presencia de grandes multitudes viendo el funeral en pantallas instaladas en la vía pública. En la Catedral de Llandaff se llevó a cabo un servicio al que asistieron 700 invitados, incluyendo el Secretario de Estado por Gales Ron Davies, el alcalde de Cardiff Max Phillips, y miembros de la policía militar y voluntarios de las organizaciones benéficas con las que había colaborado Diana. En señal de duelo, las cabinas de peaje del Severn Bridge permanecieron cerradas durante el minuto de silencio nacional.

#### Extranjero
La bandera irlandesa ondeó a media asta en todos los edificios estatales el día del funeral (al igual que la bandera inglesa en el Reino Unido), mientras que en la Catedral nacional de Washington se celebró un servicio conmemorativo al que asistieron 2170 personas, entre ellas el embajador británico John Olav Kerr, el embajador de los Estados Unidos en las Naciones Unidas Bill Richardson, y la presidenta del comité ejecutivo de The Washington Post Katharine Graham. En Tonga, un grupo de dolientes organizó un velatorio o pongipongi tras el funeral, celebrándose el 7 de septiembre un servicio adicional en la Abadía de Westminster en respuesta a la demanda popular.

## Entierro

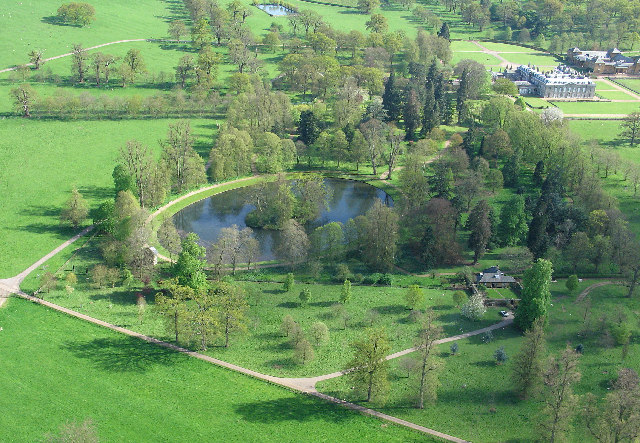
Vista aérea de Althorp.

El entierro tuvo lugar en privado más tarde ese mismo día. Tras el fin de la ceremonia, el ataúd fue conducido hasta Althorp, hogar de la familia Spencer desde hace siglos, por un coche fúnebre de la compañía Daimler AG. Los dolientes arrojaron flores durante casi toda la procesión fúnebre y los vehículos incluso se detuvieron en la calzada opuesta de la autopista M1 cuando pasaba la comitiva. En el sepelio estuvieron presentes el príncipe Carlos, sus hijos Guillermo y Enrique, su madre Frances Roche, sus hermanos, un amigo cercano y un sacerdote. El atuendo mortuorio de Diana consistió en un vestido de cóctel de lana en color negro con manga larga y falda tres cuartos diseñado por Catherine Walker (adquirido por la propia princesa semanas antes), pantimedias y zapatos también negros. Un rosario obsequio de la Madre Teresa de Calcuta fue colocado entre sus manos junto con una fotografía de sus hijos la cual Diana llevaba consigo en sus viajes y había sido hallada en su bolso. Por su parte, Paul Burrell, mayordomo de la princesa, puso en el ataúd algunas fotografías de los príncipes Guillermo y Enrique que Diana tenía debajo de su tocador de cristal en el Palacio de Kensington.
La tumba se encuentra en una isla artificial situada en los terrenos de Althorp (el terreno fue consagrado por el obispo de Peterborough antes del funeral). Los servicios fúnebres fueron prestados por el 2.º Batallón del Regimiento Real de la princesa de Gales, quien tuvo el honor de portar el féretro a lo largo de la isla y darle sepultura (Diana fungió como coronel en jefe del regimiento desde 1992 hasta 1996). Durante la ceremonia, el estandarte real fue retirado del ataúd; según Burrell, la enseña fue quitada por Charles Spencer momentos antes de proceder al entierro, siendo reemplazada por la bandera de la familia Spencer (el propio Burrell afirmó que el conde declaró «ella es una Spencer ahora» con el fin de justificar su acción). El mayordomo comentó al Daily Mirror que ese gesto «tenía que ver más con su guerra Spencer contra Windsor que con lo que Diana habría querido. Fue inapropiado e irrespetuoso. Sabía que eso no era lo que Diana hubiese querido. Con ese acto, su hermano estaba privando a la princesa de su propio estatus en vida – un estatus del cual estaba orgullosa». Spencer calificó los comentarios de Burrell de «mentiras hirientes» y declaró: «El estandarte de la reina fue retirado como parte de la ceremonia por su propio oficial de una manera digna y previamente acordada».

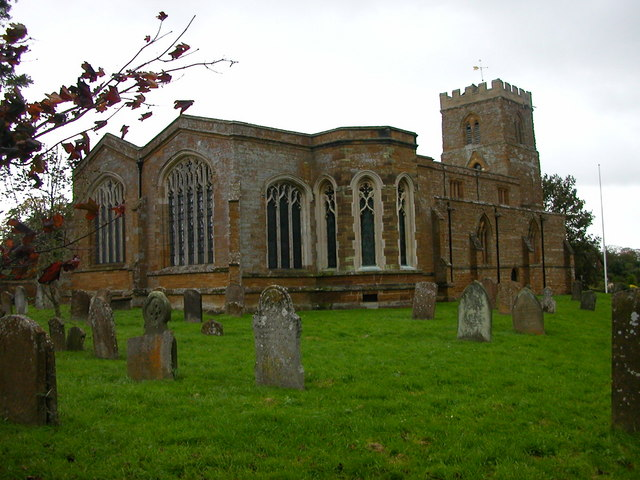
Iglesia de Santa María la Virgen.

El plan original era enterrar a la princesa en la cripta de la familia Spencer, ubicada en la cercana Iglesia de Santa María la Virgen, en Great Brington, si bien el conde Spencer cambió de idea, preocupado por la seguridad y la perturbación que podría ocasionar una avalancha de personas para los habitantes del pueblo. En su lugar se decidió que Diana sería sepultada en un sitio en el que su tumba pudiese ser fácilmente cuidada y visitada en privado por la familia. La isla se halla en un lago artificial conocido como el Óvalo Redondo en el interior de los jardines de Althorp. Un camino flanqueado por 36 robles (uno por cada año de vida de la princesa) conduce al lago, donde habitan cuatro cisnes negros. En el agua pueden contemplarse nenúfares los cuales, junto con las rosas blancas del lugar, constituyen las flores favoritas de Diana. El punto central consiste en un monumento conmemorativo con forma de templete y dos lápidas de mármol con inscripciones y una imagen de la princesa, mientras que en el extremo sur del Óvalo Redondo se halla la casa de verano, anteriormente emplazada en los jardines de la casa del Almirantazgo, en Londres, y adaptada para servir como memorial. Sumado a lo anterior, en las proximidades se erige un antiguo arboreto el cual contiene árboles plantados por la familia.

## Controversia
En 2017, la escritora Concha Calleja publicó el libro Diana. Réquiem por una mentira, en el cual defiende que la princesa no se halla enterrada en Althorp sino en la cripta de la familia Spencer en la Iglesia de Santa María la Virgen, ubicada a aproximadamente dos kilómetros. Según Calleja, el acceso a la cripta (la cual llevaba clausurada desde el fallecimiento en 1992 de John Spencer, padre de Diana) fue abierto el día después de la muerte de la princesa, el 1 de septiembre, y cerrado nuevamente tres días después, el 4 de septiembre, por lo que durante el funeral el ataúd habría estado vacío (el féretro se mantuvo cerrado en todo momento). Varios habitantes relataron que el crematorio de la localidad estuvo funcionando la noche del 4 de septiembre pese a no haberse registrado ningún deceso en la zona, lo que supondría que los restos de la princesa fueron en realidad incinerados y sepultados en la cripta familiar (Diana había expresado su deseo de ser enterrada junto a su padre), si bien Althorp sigue figurando como su lugar de descanso.